# فیفا ۱۹
فیفا ۱۹ (به انگلیسی: FIFA 19) یک بازی ویدئویی شبیه‌سازی و مرتبط با ورزش فوتبال در سبک ورزشی است که توسط ای‌اِی ونکوور توسعه یافته و به وسیله ای‌ای اسپورتس در ۲۸ سپتامبر ۲۰۱۸ برای مایکروسافت ویندوز، نینتندو سوئیچ،
پلی استیشن ۳، پلی‌استیشن ۴، اکس‌باکس ۳۶۰، اکس‌باکس وان، اندروید و آی او اس منتشر شده‌است. در این نسخه از بازی از موتور گرافیکی فراست‌بایت ۳ استفاده شده و همچنین لیگ قهرمانان اروپا به بازی اضافه شده‌است. و یکی از بخش‌های جالب و مورد توجه آن که از چند نسخه پیش وجود داشته و بهتر شده career mode است

## روند بازی
یکی از ویژگی‌های جدید گیم‌پلی فیفا ۱۹، اضافه شدن سیستم شوتی به نام Timed Finishing به بازی است. این ویژگی، به این منظور در بازی قرار گرفته تا شوت زدن، به چیزی فراتر از صرفاً زدن یا نگه داشتن یک کلید تبدیل شود و درست مثل یک بازی فوتبال واقعی، گل کردن توپ‌ها کار ساده‌ای نباشد. برای مثال در فیفا ۱۸، کافی بود تا بازیکنان مهارت استفاده از شوت‌های زمینی را یاد بگیرند تا بتوانند اکثر توپ‌ها را با این نوع شوت تبدیل به گل کنند. اما سیستم جدید، این کار را سخت‌تر از قبل کرده‌است؛ چرا که وقتی بازیکن شوتی روانه دروازه می‌کند، این فرصت را خواهد داشت تا کلید شوت را برای دومین بار هم بزند و زمان‌بندی این کار، می‌تواند تأثیر زیادی روی شوت داشته باشد. اگر گزینه Trainer را فعال کند، هنگام زدن شوت مشاهده خواهد شد که یک نوار بالای سر بازیکن ظاهر می‌شود و این نوار، مربوط به زمان‌بندی زدن کلید شوت برای دومین بار است. اگر بازیکن بتواند کلید شوت را برای بار دوم در قسمت سبز رنگ نوار بزند، شوت شانس بیش‌تری خواهد داشت تا به سمت دروازه و نقطه‌ای برود که مد نظر است. با این حال اشتباه کردن در زدن کلید شوت برای بار دومث می‌شود تا درصد خطای شوت بالا برود.
یکی از مهمترین و پرطرفدارترین بخش‌های فیفا طی دو سال اخیر که The Journey نام دارد است. در امسال به باشگاه رئال مادرید پیوسته و قرار است ماجراجویی‌های وی در این باشگاه را دنبال کنیم که به‌لطف اضافه شدن لیگ قهرمانان اروپا، شامل این مسابقات هم می‌شود. جدا از این، در بخش داستانی بازی، دو شخصیت دیگر هم وجود دارند: دنی ویلیامز و کیم هانتر. سازندگان اعلام کرده‌اند که بازیکنان قادر هستند تا هر زمان که خواستند بین این سه شخصیت سوییچ کنند و ماجراهای مربوط به هرکدام را پیش ببرند. این موضوع تنوع خوبی به بازی خواهد بخشید و انتظار می‌رود که شاهد یک قسمت داستانی جذاب باشیم که در آن، داستان‌های مختلفی مثل تلاش کیم هانتر برای بازی در تیم ملی بانوان آمریکا را دنبال خواهیم کرد. همچنین گفته می‌شود که در بخش داستانی، نگاهی هم به دوران بازی پدربزرگ الکس هانتر خواهید داشت و احتمالاً این بخش‌ها حالتی شبیه به بازی‌های کلاسیک فوتبال خواهند بود.
سازندگان این بازی تصمیم گرفته‌اند که در بخش دوستانه این بازی هم تغییراتی ایجاد دهند که یکی از این تغییرات مربوط به بخش داوری است. بازیکن قادر است در این سری قوانین داوری بخش دوستانه را به میل خود تغییر دهد که یکی از این گزینه‌ها غیرفعال کردن تمامی قوانین است.
فیفا ۱۹ در این نسخه با گرفتن مجوز طراحی لیگ قهرمانان اروپا و لیگ اروپا، دو مجوزی که قبلاً در اختیار کونامی بود، گامی رو به جلو در عرصه بازی‌های ورزشی برداشت.

## ۲۰ بازیکن برتر بازی
1. کریستیانو رونالدو (۹۴)
2. لیونل مسی (۹۴)
3. نیمار (۹۲)
4. لوکا مودریچ (۹۱)
5. کوین دی بروینه (۹۱)
6. ادن هازارد (۹۱)
7. سرخیو راموس (۹۱)
8. لوییس سوارز (۹۱)
9. داوید د خیا (۹۱)
10. تونی کروس (۹۰)
11. رابرت لواندوفسکی (۹۰)
12. مانوئل نویر (۹۰)
13. دیه‌گو گودین (۹۰)
14. تیبو کورتوا (۹۰)
15. یان اوبلاک (۹۰)
16. انگولو کانته (۸۹)
17. هری کین (۸۹)
18. آنتوان گریزمان (۸۹)
19. جورجو کیلینی (۸۹)
20. پل پوگبا (۸۹)

## ۱۰ دروازه‌بان برتر بازی
1. داوید د خیا (۹۱)
2. مانوئل نویر (۹۰)
3. تیبو کورتوا (۹۰)
4. یان اوبلاک (۹۰)
5. مارک-آندره تر اشتگن (۸۹)
6. جانلوییجی بوفون (۸۸)
7. سمیر هندانوویچ (۸۸)
8. هوگو لوریس (۸۸)
9. کیلور ناواس (۸۷)
10. ادرسون مورائس (۸۶)

## سیستم بازی
در این نسخه جدید ئی‌ای اسپورتس تصمیم به استفاده مجدد از موتور بازی فراست‌بایت ۳ گرفته‌است. آب و هوای بازی در این نسخه کمی واقعی تر به‌نظر می‌رسد و حرکات بازیکنان نیز واقعی و دقیق‌تر طراحی شده‌است.

## بازخوردها
| گردآورنده | امتیاز                                                                |
| --------- | --------------------------------------------------------------------- |
| متاکریتیک | نینتندو سوئیچ: 71/100 پی‌سی: 81/100 پی‌اس۴: 83/100 ایکس‌باکس وان: 83/100 |

این بازی توسط وبگاه متاکریتیک و در نسخه‌های کنسول نینتندو سوئیچ، پی‌سی، پلی‌استیشن ۴ و اکس‌باکس وان مورد بررسی قرار گرفته. نسخه‌های پلی‌استیشن ۴ و اکس‌باکس وان بیشترین و نسخه نینتندو سوئیچ کمترین امتیاز را بین نسخه‌های بازی دریافت نموده‌است.

### جوایز
| سال  | مراسم                                   | دسته‌بندی                   | نتیجه    | منبع          |
| ---- | --------------------------------------- | -------------------------- | -------- | ------------- |
| ۲۰۱۸ | گیم کریتیکز اواردز                      | بهترین بازی ورزشی          | برنده    | [ ۵ ]         |
| ۲۰۱۸ | گیمزکام                                 | بهترین بازی ورزشی          | برنده    | [ ۶ ]         |
| ۲۰۱۸ | جایزه اهرمک طلایی                       | بهترین بازی رقابتی         | نامزدشده | [ ۷ ] [ ۸ ]   |
| ۲۰۱۸ | جوایز بازی                              | بهترین بازی ورزشی          | نامزدشده | [ ۹ ]         |
| ۲۰۱۸ | جواب انتخاب بازی کنان                   | بازی محبوب ورزشی           | نامزدشده | [ ۱۰ ]        |
| ۲۰۱۹ | جوایز نویسندگان بزرگ بریتانیا           | بهترین فیلمنامه در یک بازی | نامزدشده | [ ۱۱ ] [ ۱۲ ] |
| ۲۰۱۹ | جوایز دی.آی.سی.ای.                      | بهترین بازی ورزشی سال      | نامزدشده | [ ۱۳ ]        |
| ۲۰۱۹ | فرهنگستان ملی داوران تجارت بازی ویدئویی | بهترین بازی فرانچایز ورزشی | نامزدشده | [ ۱۴ ] [ ۱۵ ] |
| ۲۰۱۹ | فرهنگستان ملی داوران تجارت بازی ویدئویی | بهترین اجرا در بازی ورزشی  | برنده    | [ ۱۴ ] [ ۱۵ ] |
| ۲۰۱۹ | جوایز بازی اس‌اکس‌اس‌دبلیو                 | برترین نقطه مشترک          | نامزدشده | [ ۱۶ ]        |